# ماري نيكول ليميو
ماري نيكول ليميو (بالإنجليزية: Marie-Nicole Lemieux)‏ (و. 1975  م) هي مغنية أوبرا، ومؤدية كندية، ولدت في دولبو ميستاسيني، كيبك.

## التعليم
تعلمت في معهد كيبيك للموسيقى في مونتريال ‏
.

## جوائز
حصلت على جوائز منها:
- الدكتوراه الفخرية من جامعة لافال في 2020[7]
- نيشان الفنون والرسائل لكيبيك من رتبة مرافق ‏ في 2016[8]
- النيشان الوطني لكيبيك من رتبة فارس في 2013[9]
- Knight of the Order of La Pléiade ‏ في 2012
- Virginia Parker Prize [الإنجليزية]‏
- نيشان كندا من رتبة عضو